# كارل ستوري (فنان قصص مصورة)
كارل ستوري (بالإنجليزية: Karl Story)‏ هو فنان قصص مصورة أمريكي، ولد في 28 أكتوبر 1967.